# Ralph en Thea Ternauw
Ralph en Thea Ternauw waren twee typetjes, een echtpaar, gespeeld door Kees van Kooten en Wim de Bie. Ze kwamen voor in een aantal sketches in een aantal afleveringen van de televisieprogramma's in de jaren negentig van het duo Van Kooten en De Bie.
Ralph is een verwaande mooiweerprater, heeft zwart haar, draagt een grote bril, een sjaaltje en spreekt lijzig, bekakt en gebruikt vaak dure, meestal Franse woorden. Thea, zijn in stilte opstandige vrouw die uit het zicht van Ralph haar middelvinger opsteekt, heeft oorbellen, lippenstift, nagellak, een sjaal en is zeer zwijgzaam. Het typetje Thea Ternauw kwam al voor in 1982. Op een bladzijde van de bescheurkalender stond een relaas van "Thea Ternauw pot" die haar links-zijn en pot-zijn altijd moest onderdrukken vanwege haar huwelijk met Ralph. Desondanks gooide ze als activiste van "Vrouwen tegen porno" een steen door een ruit van een pornowinkel om haar individuele kwaadheid kwijt te kunnen.
In 1997 speelde het echtpaar, inmiddels 34 jaar samen, een sketch "Een humide ode" naar aanleiding van de geruchtmakende plasseksposters van de Amerikaanse kunstenaar Andres Serrano die niet opgeplakt mochten worden in Groningen. Het Groninger Museum, dat een expositie van het werk van Serrano aanprees, verklaarde af te zien van het opplakken van zestig posters in de Groningse binnenstad, omdat het Openbaar Ministerie van tevoren had aangekondigd ze in beslag te zullen nemen. De posters van Serrano waarop een vrouw een man in de mond plast, waren volgens het Openbaar Ministerie aanstootgevend voor de eerbaarheid. Het museum ging in beroep en wilde de posters wel in Amsterdam en Rotterdam ophangen.
In de sketch geeft Ralph aan ook een keer oraal urinaal te willen "befontateerd" door Thea, maar die vindt dit te pervers en wil daar niet aan. Als compromis ("modus pipendi") vult Thea uiteindelijk een plantengieter met haar "eau de nuit" en leegt deze met een "klaterend applausje" in de mond van Ralph.